# Frostlendet
Frostlendet (norwegisch für ‚gefrorenes Gelände‘) ist ein 24 km langes und vereistes Tal im ostantarktischen Königin-Maud-Land. Im Borg-Massiv erstreckt es sich nordwestwärts entlang der Südseite der Høgfonna.
Norwegische Kartografen, die auch die deskriptive Benennung vornahmen, kartierten das Tal anhand von Vermessungen und Luftaufnahmen der Norwegisch-Britisch-Schwedischen Antarktisexpedition (1949–1952).